# Armenia en los Juegos Olímpicos de Sochi 2014
Armenia estuvo representada en los Juegos Olímpicos de Sochi 2014 por cuatro deportistas que compitieron en dos deportes. Responsable del equipo olímpico fue el Comité Olímpico Nacional de Armenia, así como las federaciones deportivas nacionales de cada deporte con participación.
El portador de la bandera en la ceremonia de apertura fue el esquiador de fondo Serguei Mikayelian y en la ceremonia de clausura el esquiador alpino Arman Serebrakian. El equipo olímpico armenio no obtuvo ninguna medalla en estos Juegos.